# Matt Freese
Matthew Andrew Geary Freese (Wayne, 2 de septiembre de 1998) es un futbolista profesional estadounidense que juega como portero para el New York City FC de la Major League Soccer.

## Trayectoria
Nacido en Wayne, Pensilvania, Freese pasó por la academia juvenil de Philadelphia Union antes de aparecer en el equipo de reserva del Union, Bethlehem Steel, durante la temporada 2017. Poco después, Freese se matriculó en Harvard y jugó fútbol universitario para Harvard Crimson.
El 21 de diciembre de 2018, se anunció que Freese dejaría Harvard antes de tiempo y se uniría al club Philadelphia Union de la Major League Soccer al comienzo de su temporada 2019.
Freese hizo su debut profesional el 19 de abril de 2019, sustituyendo a Andre Blake en el minuto 54 en la victoria en casa por 3-0 contra el Montreal Impact.
El 8 de noviembre de 2020, Freese hizo su único comienzo de la temporada 2020 contra el New England Revolution en el Día de la Decisión de la MLS. Hizo un salvamento y mantuvo la portería a cero cuando el Union se alzó con su primer trofeo en la historia del club, el Supporters 'Shield.

## Selección nacional
Freese ha representado a Estados Unidos en los niveles sub-19 y sub-23. Freese fue incluido en la lista final de 20 jugadores sub-23 de Estados Unidos para el Campeonato de Clasificación Olímpica Masculina de la CONCACAF 2020 en marzo de 2021.
El 7 de junio de 2025 hizo su debut con la selección absoluta en un amistoso ante Turquía que perdieron por uno a dos.

## Clubes
| Club               | País           | Año           |
| ------------------ | -------------- | ------------- |
| Bethlehem Steel    | Estados Unidos | 2017          |
| Philadelphia Union | Estados Unidos | 2019-2023     |
| New York City FC   | Estados Unidos | 2023-presente |